# Goldwater's
Goldwater's Department Store was een warenhuisketen gevestigd in Phoenix, Arizona .

## Geschiedenis
Michael Goldwater, een Pools-Joodse immigrant en  grootvader van de Amerikaanse senator en presidentskandidaat in 1964 Barry Goldwater, stichtte in 1860 een handelspost in Gila City in het Arizonaterritorium. In 1872 verhuisde hij naar Phoenix, waar hij een nieuwe winkel opende. De winkel in Phoenix liep slecht en werd korte tijd later gesloten. Na deze mislukte onderneming opende hij een winkel in Prescott, die succesvol was. In 1892 werd de winkel in Phoenix heropend onder leiding van Michaels zoon Baron Goldwater en deed het goed. Baron leidde de keten samen met zijn twee broers Henry en Morris. De zoon van Baron, Robert W. Goldwater, werd manager van de keten en in die tijd breidde Goldwater zijn winkel uit met een winkel in Park Central in 1956. Dit werd gevolgd door de opening van de vlaggenschipwinkel in het Scottsdale Fashion Square-winkelcentrum in 1961.
Associated Dry Goods Corp. nam Goldwater's in 1962 over met Robert W. Goldwater als directeur en vice-president. In het daaropvolgende decennium breidde de keten uit tot negen winkels en opende winkels in Tucson, Albuquerque en Las Vegas. In 1986 werd Associated Dry Goods overgenomen door May Department Stores en in 1989 werd de Goldwater-divisie opgeheven. Zeven van de winkels werden omgedoopt tot merken van de J.W. Robinson's-divisie en werden voortgezet onder de naam May Company California en May D&F. Op datzelfde moment werden de Tucson-winkels door May verkocht aan Dillard's vanwege een overlap met de onlangs verworven Foley's-warenhuizen. In 1993 voegde May Department Stores de divisies May Company California en J.W. Robinson samen tot Robinsons-May, waarbij de winkels in Phoenix en Las Vegas onder één merknaam werden herenigd, terwijl de winkels in New Mexico onder de merknaam Foley's werden voortgezet. Na de overname door Federated Department Stores in mei 2006 werden verschillende van de overgebleven voormalige Goldwater-locaties omgedoopt tot Macy's, terwijl de voormalige vlaggenschiplocatie in het Scottsdale Fashion Square werd gesloopt om plaats te maken voor Barneys New York, dat in 2016 werd gesloten.
In 1989 nam de familie Goldwater het oude logo van de winkel over en richtte het opnieuw op als een voedingsmiddelenbedrijf met de naam Goldwater's Foods. Het bedrijf staat nu onder leiding van Goldwaters kleindochter Carolyn Goldwater Ross.

## Filialen
Goldwater had filialen in: 
- Noble Building, Phoenix (geopend in 1910, gesloten op 1 april 1960)
- Cortez & Union Streets, Prescott (geopend op 18 september 1937)
- Park Central Mall, Phoenix (geopend op 8 november 1956)
- Scottsdale Fashion Square, Scottsdale (geopend op 9 oktober 1961)
- Metrocenter Mall, Phoenix (geopend op 21 oktober 1973)
- Coronado Center, Albuquerque (geopend op 16 februari 1976)
- El Con Center, Tucson (geopend op 14 augustus 1978)
- Fiesta Mall, Mesa (geopend op 13 augustus 1979)
- Paradise Valley Mall, Phoenix (geopend op 11 augustus 1980)
- Fashion Show Mall, Las Vegas (geopend op 14 februari 1981)
- Foothills Mall, Tucson (geopend op 4 augustus 1982)